# Ger (Pyrénées-Atlantiques)
Ger is een gemeente in het Franse departement Pyrénées-Atlantiques (regio Nouvelle-Aquitaine). De plaats maakt deel uit van het arrondissement Pau. Ger telde op 1 januari 2022 2.118 inwoners.

## Geografie
De oppervlakte van Ger bedroeg op 1 januari 2022 31,49 vierkante kilometer; de bevolkingsdichtheid was toen 67,3 inwoners per km².

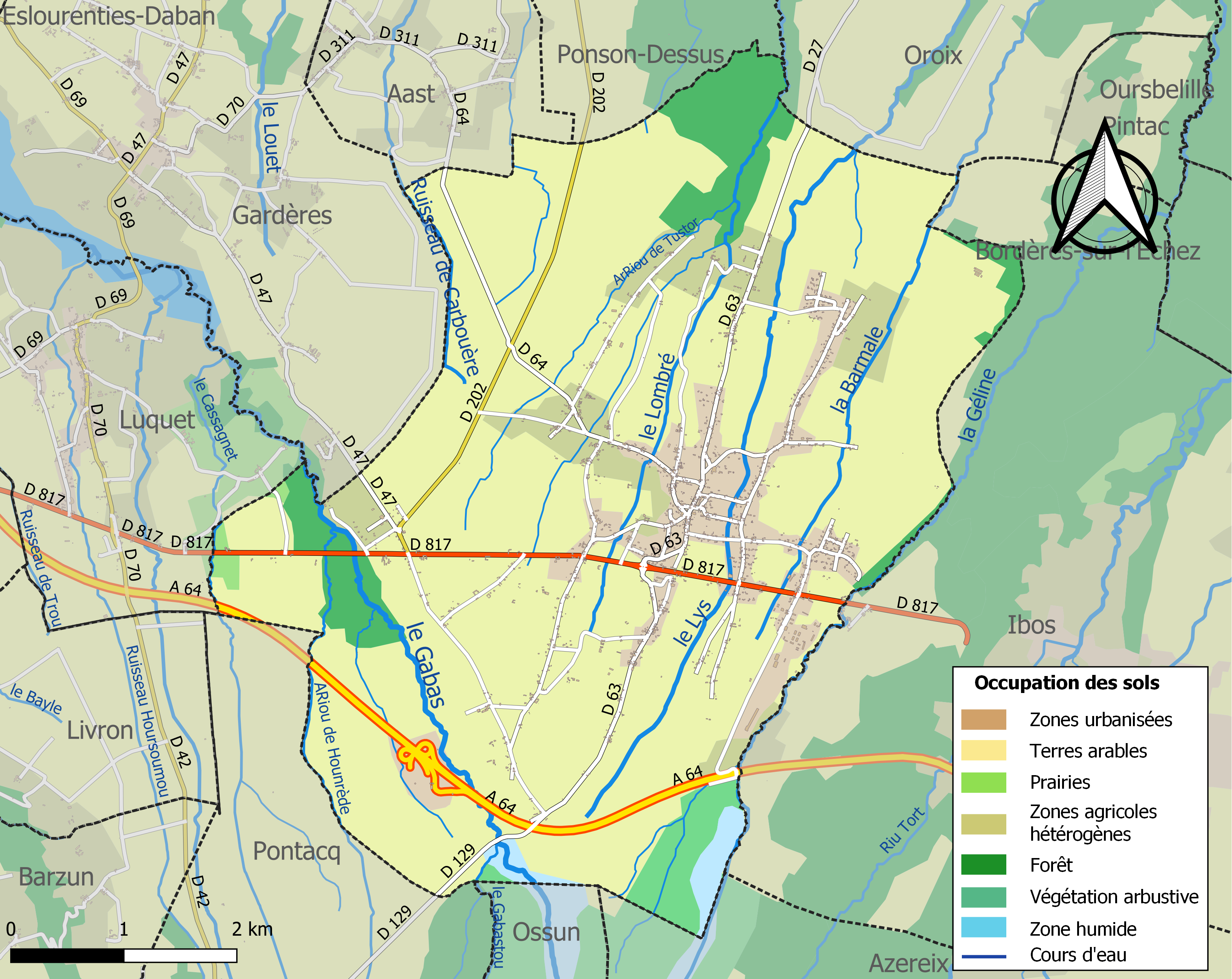
Kaart van de gemeente met belangrijkste infrastructuur, bodemgebruik en omliggende gemeenten

## Demografie
De figuur toont het verloop van het inwonertal (bron: INSEE-tellingen).